# Sim Woo-yeon
Sim Woo-yeon ((심우연?, 沈禹姸?); Seul, 3 aprile 1985) è un calciatore sudcoreano, difensore del Seongnam.